# Marià Martín Alonso
Marià Martín Alonso (Dueñas, Castella i Lleó, 20 d'octubre del 1919 - Cabrils, 9 de setembre del 1998) va ser un destacat futbolista català dels anys 40 del segle xx.

## Biografia
Es va formar futbolísticament a Catalunya, on arribà de ben jove, i on fou conegut com a Marià Martín. Un dels davanters més golejadors del futbol català amb una mitjana de més d'un gol per partit, una lesió als 25 anys va estroncar la seva brillant carrera.
L'any 1936 fitxà per la Unió Esportiva Sant Andreu on les seves bones actuacions el portaren a signar pel Futbol Club Barcelona, club on romangué durant set temporades, marcant 124 gols en partits oficials. Aquestes xifres el situen a data 2010 com el sisè màxim golejador de la història del club en partits oficials. Va obtenir el trofeu Pitxitxi al màxim golejador de la lliga espanyola la temporada 1942-1943 amb 32 gols marcats. Els seus gols ajudaren a guanyar la lliga de la temporada 1944-1945 i fou el gran heroi de la Copa del Rei de futbol de la temporada 1941-1942 i de la promoció de descens de la mateixa temporada.
El 14 de febrer de 1944, amb només 25 anys, patí una greu lesió de lligaments al genoll durant un partit que enfrontà la selecció catalana de futbol i la del País Valencià que estroncà la seva brillant trajectòria esportiva. La progressió d'un altre gran davanter, César, el portà a jugar cada cop menys, abandonant el club el 1948. Aleshores fitxà pel Gimnàstic de Tarragona, Reial Saragossa i acabà la seva vida esportiva retornant al UE Sant Andreu.
Fou tres cops internacional amb la selecció espanyola, amb la qual debutà el 1942 amb 22 anys i on hi participà fins al 1946. Jugà també amb la selecció catalana de futbol.

## Trajectòria esportiva
- Penya Font de Barcelona: ?-1936.
- Unió Esportiva Sant Andreu: 1936-1940.
- FC Barcelona: 1940-1948.
- Gimnàstic de Tarragona: 1948-1950.
- Unió Esportiva Sant Andreu: 1950-1951.

## Palmarès
- 1 Lliga espanyola de futbol: 1944-1945
- 1 Copa espanyola de futbol: 1941-1942
- 1 Trofeu Pitxitxi: 1942-1943